# Zaratustrstvo
Zaratustrstvo ali zoroastrizem (perzijsko دین زرتشتی, latinizirano: Dīn-e Zartoshtī), imenovan tudi Mazdajasnā (avestijsko 𐬨𐬀𐬰𐬛𐬀𐬌𐬌𐬀𐬯𐬥𐬀) ali Beh-dīn (بهدین), je iranska religija, ki se osredotoča na Avesto in nauke Zaratustre Spitame, ki se pogosteje omenja z imenom Zoroaster (starogrško Ζωροάστρις, latinizirano: Zōroastris). Med najstarejšimi organiziranimi verami na svetu njeni pripadniki poveličujejo neustvarjeno, dobrohotno in vsemodro božanstvo, znano kot Ahura Mazda (𐬀𐬵𐬎𐬭𐬋 𐬨𐬀𐬰𐬛𐬃), ki ga slavijo kot vrhovno bitje vesolja. Ahura Mazdi nasprotuje Angra Mainju (𐬀𐬢𐬭𐬀⸱𐬨𐬀𐬌𐬥𐬌𐬌𐬎), ki je poosebljen kot uničevalni duh in nasprotnik vsega, kar je dobro. Kot taka zoroastrska religija združuje dualistično kozmologijo dobrega in zla z eshatološkim pogledom, ki napoveduje končno zmagoslavje Ahura Mazde nad zlom. Med učenjaki se razlikujejo mnenja o tem, ali je zoroastrizem monoteističen, politeističen, henoteističen ali kombinacija vseh treh. Zoroastrizem je oblikoval iransko kulturo in zgodovino, medtem ko se učenjaki razlikujejo glede tega, ali je pomembno vplival na starodavno zahodno filozofijo in abrahamske religije ali se je postopoma uskladil z drugimi verami in tradicijami, kot sta krščanstvo in islam.
Zoroastrizem, ki izvira iz Zoroastrovih reform starodavne iranske vere, se je začel v obdobju Aveste (verjetno že v 2. tisočletju pr. n. št.), vendar je bil prvič zabeležen sredi 6. stoletja pr. n. št. V naslednjem tisočletju je bila uradna vera zaporednih iranskih politik, začenši z Ahemenidskim cesarstvom, ki je formaliziralo in institucionaliziralo mnoga svoja načela in obrede, in končalo s Sasanidskim cesarstvom, ki je oživilo vero in standardiziralo svoje nauke. V 7. stoletju našega štetja sta vzpon islama in muslimanska osvojitev Irana, ki je sledila, zaznamovala začetek zatona zoroastrstva. Preganjanje zoroastrijcev s strani zgodnjih muslimanov v nastajajočem Rašidunskem kalifatu je velik del skupnosti spodbudilo k selitvi na Indijsko podcelino, kjer so dobili azil in postali predniki današnjih Parsov. Celotna svetovna zoroastrska populacija, ki je nekoč štela milijone, naj bi od leta 2024 obsegala med 100.000 in 200.000 ljudi. Večina Zoroastrijcev prebiva v Indiji (50.000–60.000), v Iranu (15.000–25.000) ali v Severni Ameriki (22.000). Menijo, da je vera v zatonu zaradi omejitev spreobrnitve, stroge endogamije in nizke rodnosti.
Osrednja verovanja in običaji zoroastrstva so vsebovani v Avesti, zbirki svetih besedil, ki so se zbirala več stoletij. Njegova najstarejša in najbolj osrednja sestavina so Gate, ki naj bi bile neposredna Zoroastrova učenja in njegovo poročilo o pogovorih z Ahura Mazdo. Ti spisi so del glavnega dela Aveste, imenovanega Jasna, ki tvori jedro zoroastrske liturgije. Zoroastrova verska filozofija je zgodnje iranske bogove proto-indoiranskega poganstva razdelila na emanacije naravnega sveta – ahura in daeva; prvi razred, sestavljen iz božanstev, ki jih je treba častiti, in drugi razred, sestavljen iz božanstev, ki jih je treba zavrniti in obsoditi. Zoroaster je razglasil, da je Ahura Mazda najvišji stvarnik in vzdrževalna sila vesolja, ki deluje v gētīgu (vidnem materialnem kraljestvu) in mēnōgu (nevidnem duhovnem in mentalnem kraljestvu) prek Ameša Spenta, razreda sedmih božanskih entitet, ki predstavljajo različne vidike vesolja in najvišje moralno dobro. Iz Ahura Mazde izhaja Spenta Mainju (Sveti ali Bogati duh), vir življenja in dobrote, ki mu nasprotuje Angra Mainju (Uničevalni ali Nasprotni duh), ki je rojen iz Aka Manah (zle misli). Angra Mainju je srednjeperzijska literatura nadalje razvila v Ahrimana (𐭠𐭧𐭫𐭬𐭭𐭩), neposrednega nasprotnika Ahura Mazde.
Zoroastrska doktrina trdi, da imajo ljudje znotraj te kozmične dihotomije izbiro med Aša (resnica, kozmični red), načelom pravičnosti, ki ga spodbuja in uteleša Ahura Mazda, in Drudž (laž, prevara), bistveno naravo Angra Mainju, ki se izraža kot pohlep, jeza in zavist. Tako so osrednje moralne zapovedi religije dobre misli (hvnata), dobre besede (hakhta) in dobra dela (hvaršta), ki se recitirajo v številnih molitvah in obredih. Veliko praks in verovanj starodavne iranske religije je še vedno mogoče videti v zoroastrstvu, kot je spoštovanje narave in njenih elementov, kot je voda (aban). Zoroastrijci imajo ogenj (atar) za posebej svetega kot simbol samega Ahura Mazde, ki služi kot osrednja točka mnogih obredov in obredov ter služi kot osnova za zoroastrske kraje čaščenja, ki so znani kot templji ognja.
Zoroastrianizem je edinstvenega pomena za zgodovino svetovnih religij, saj naj bi predstavljal temelj tako Zahodnjaških kot tudi Vzhodnjaških religij. Po mnenju Mary Boyce je imel zoroastrizem, kot »najstarejša od izpričanih religij«, »na človeštvo verjetno več neposrednega in posrednega vpliva kot katerakoli druga religija«.

## Teologija
Teološko kategorijo zoroastrizma je težko opredeliti. Razlogi so težave pri določanju natančnih datumov temeljnih besedil in dejstvo, da mnoga vsebujejo veliko starejše gradivo. Poleg tega se je zorastrizem sčasoma oblikoval le počasi in ni bil dokončan niti v času muslimanskega osvajanja Perzije. Politeistične, monoteistične in dualistične niti je mogoče prepoznati v širši zoroastrski tradiciji, pri čemer je dualizem prevladujoča težnja. Glavna razlika do manihejstva je v vztrajanju dobrega v poročilu o stvarjenju.
Nekateri učenjaki verjamejo, da se je zoroastrizem začel kot indo-iranska politeistična religija: po Yujinu Nagasavi, tako kot ostala zoroastrska besedila, Stara Avesta ne uči monoteizma. Nasprotno pa Md. Sayem označuje zoroastrizem kot eno najstarejših monoteističnih religij na svetu.
Zoroastrijci obravnavajo Ahura Mazdo kot vrhovnega boga, vendar verjamejo v manjša božanstva, znana kot Jazatas, ki si delijo nekaj podobnosti z angeli v abrahamskih religijah. Ti jazati ('dobri agenti') vključujejo Anahita, Sraoša, Mithra, Rašnu in Tištrja. Zgodovinar Richard Foltz je navedel dokaze, da so Iranci predislamske dobe častili vse te figure; zlasti bogova Mitra in Anahita. Prods Oktor Skjærvø trdi, da je zoroastrizem henoteistična ter dualistična in politeistična religija, vendar z enim vrhovnim bogom, ki je oče urejenega kozmosa.
Brian Arthur Brown pravi, da je to nejasno, ker zgodovinska besedila predstavljajo nasprotujočo si sliko, ki sega od zoroastrskega verovanja v enega boga, dva boga ali henoteizma najboljšega boga.
Ekonomist Mario Ferrero meni, da je zoroastrizem prešel iz politeizma v monoteizem zaradi političnih in ekonomskih pritiskov.
V 19. stoletju je zoroastrizem zaradi stikov z zahodnimi akademiki in misijonarji doživel ogromno teološko spremembo, ki ga še danes prizadene. Častiti John Wilson je v Indiji vodil različne misijonarske kampanje proti skupnosti Parsi, pri čemer je zaničeval Parse zaradi njihovega 'dualizma' in 'politeizma' in ker imajo nepotrebne obrede, hkrati pa je izjavil, da Avesta ni »božansko navdihnjena«. To je povzročilo množično zgroženost relativno neizobražene skupnosti Parsi, ki je krivila svoje duhovnike in pripeljala do spreobrnitve v krščanstvo.
Prihod nemškega orientalista in filologa Martina Hauga je privedel do močnejše obrambe vere skozi Haugovo reinterpretacijo Aveste skozi pokristjanjeno in evropsko orientalistično lečo. Haug je domneval, da je bil zoroastrizem izključno monoteističen z vsemi drugimi božanstvi, zmanjšanimi na status angelov, medtem ko je Ahura Mazda postal vsemogočen in vir zla in dobrega. Haugovo razmišljanje je bilo kasneje razširjeno kot interpretacija Parsija, kar je potrdilo Haugovo teorijo, in ideja je postala tako priljubljena, da je zdaj skoraj povsod sprejeta kot doktrina (čeprav je bila ponovno ovrednotena v sodobnem zoroastrizmu in akademskih krogih). Almut Hintze je trdil, da ta oznaka monoteizma ni popolnoma popolna in da ima zoroastrizem namesto tega svojo »lastno obliko monoteizma«, ki združuje elemente dualizma in politeizma. Farhang Mehr trdi, da je zoroastrizem načeloma monoteističen z nekaterimi dualističnimi elementi.
Lenorant in Chevallier trdita, da zoroastrizmski koncept božanskosti zajema tako bitje kot um kot imanentni entiteti, opisujoč zoroastrizem kot vero v imanentno samoustvarjalno vesolje z zavestjo kot posebno lastnostjo, s čimer zoroastrizem postavljajo v panteistično krilo, ki deli svoj izvor z indijskim hinduizmom.

## Zgodovina religije
Do 7. stoletja pr. n. št. se je njegov nauk razširil po Iranskem višavju, in ko je Kir Veliki v 6. stoletju pr. n. št. ustanovil Ahemenidsko cesarstvo je postala uradna državna vera. V 3. stoletju so Sasanidi z jugozahoda zasedli Partsko cesarstvo s severa in ustanovili sijajno rodbino: da se jim je posrečil udar in se je uveljavil njihov imperij, so se oprli na svečeništvo, tako da so o verstvu in državi govorili kot o »dvojčkih, rojenih iz ene maternice, ki ju nič ne sme ločiti«. Zaradi premoči svečeništva je nastala nova razlaga, zuruvan, ki je obveljala za pravoverno, tako da tisti, ki se ni držal vere, ni veljal samo za krivoverca, ampak tudi za izdajalca - to pa je bilo v nasprotju s tradicionalnim naukom o svobodni volji in je zbujalo dvom o bistveni dobroti tega sveta. Zgodovina zaratustrstva kot državne vere se je končala z muslimanskimi osvajanji v 7. stoletju. Zaradi vse večjega pritiska so se zaratustrovci umikali iz mest in se končno zatekli v Indijo. Njihovo preganjanje v današnjem Iranu se je nadaljevalo pod Kadžari (1796-1925), vendar so verniki ohranili zaratustrstvo še naprej. Ko je šah Mohamed Reza Pahlavi leta 1925 odstavil zadnjega izmed Kadžarov, je versko preganjanje prenehalo, saj so imeli te vernike za staro iransko plemstvo. Ko so šaha muslimanski gorečneži vrgli s prestola, se je veliko zaratustrovcev pridružilo izseljencem v Indiji.

## Zaratustra
Datuma Zaratustrovega (starogrško Zoroastros) rojstva in smrti nista zanesljivo znana, najverjetneje pa je živel okoli leta 1200 pr. n. št., in sicer v današnjem severozahodnem Iranu. Njegov nauk je ohranjen predvsem v molitvi ter 17 hvalnicah (himnah), imenovanih gathe, te pa so v Jasni, delu svetih spisov pod skupnim imenom Avesta. Bil je dejaven svečenik, njegove hvalnice so napisane v težkem jeziku, zato se razlage njegovega nauka (pri katerem najdemo povezavo s hindujsko Rigvedo) močno razlikujejo. Verjel je, da ga je Bog Ahura Mazda osebno učil z nizom prividov, s katerimi mu je pokazal, kakšno je njegovo poslanstvo.

## Temeljne značilnosti
Temeljna značilnost Zaratustrovega nauka je verjetno močan poudarek na osebni odgovornosti. Vsi moški in ženske imajo enake dolžnosti in so tako osebno odgovorni pri izbiranju med dobrim in zlim. Obstajata namreč nasprotujoči si sili: Ahura Mazda, Dobri stvarni ali preprosto Bog, ki je stvarnik življenja in dobrote in prebiva v »višavah v popolni dobroti in svetlobi«, ter zli in uničevalni Angra Mainju, Uničevalni duh ali kar Zlodej, ki prebiva »spodaj v temi brezna«. Zaratustrstvo je tako izrazito dualistična religija.
Zaratustrov nauk je v bistvu optimističen, ker se ni težko odločiti za to, kar je dobro. O sami Zaratustri pravijo, da je bil edini novorojenček, ki ob rojstvu ni jokal, ampak se je smejal.

### Stvarjenje sveta
Na začetku je bil boj med Bogom in Zlodejem neizogiben, zato je Bog za pomoč v boju ustvaril najprej nešteta nebesna bitja, med katerimi so bili najodličnejši Dobrotljivi nesmrtniki, nato pa je ustvaril nebesni in tvarni svet. Ko je Zlodej ugledal stvarstvo Boga, ga je poskušal uničiti, pri čemer ga je obremenil z bedo, trpljenjem, boleznijo in smrtjo. Nobena od teh tegob torej ni bil sestavni del božjega načrta in kar je najpomembnejše, Zlodej ni padli angel, kot je pri krščanstvu Lucifer, saj bi končna krivda za zlo pripadala Bogu, kar pa nikakor ne sovpada s temeljnim pojmovanjem le-tega.
Zlodej je oskrunil vsaki del stvarstva: okroglo in plosko zemljo je stresel, zaradi česar so nastale doline in gore, sonce je odrinil iz najboljšega opoldanskega položaja, ogenj je prizadel z dimom, prvotnega bika in moža pa je zaznamoval z boleznijo in smrtjo. Kljub temu pa sta umirajoča izbrizgala seme, pri čemer so iz bikovega semena zrasla goveda, iz moževega pa rastlina, njeni listi pa so nato zrasli, se razdelili in izoblikovali prva človeka.

### Prerokba
Ko je Zlodej spoznal, da je ostal ujet v svetu, se je boj med dobrim in zlim nadaljeval na samem svetu. Prvih 3.000 let sta bili sili v obdobju mešanice po moči izravnani. Po tem se je rodil prerok Zaratustra: z razodetjem religije Dobrega (tj. zaratustrskega nauka) je bil poraz Zlodeja zagotovljen. Poraz ne bo nenaden in neopazen, temveč bo potrebno nadaljnjih 3.000 let boja. Vsakih tisoč let se bo rodil eden od treh odrešenikov, ki bo uničil en del zlega stvarstva, tretji odrešenik pa bo poleg tega obudil mrtve in jih popeljal k poslednji sodbi. V poslednji bitki bodo demonske sile premagane, raztaljena kovina pa bo zalila pekel. S tem bo Zlodej za vekomaj izgubil moč, zlo pa bo iztrebljeno. Pomembno je poudariti, da pri zaratustrstvu ne obstaja konec sveta, temveč obnovitev stvarjenja, ko se bosta združila nebo, tj. duhovni svet, in zemlja, tj. tvarni svet (oz. ko se bo nebo spustilo k mesecu, zemlja pa se bo dvignila k mesecu), in skupaj razvila, kar je najboljšega od obeh svetov.

#### Dobrotljivi nesmrtniki in demoni
Dobrotljivi nesmrtniki (Amesha spenta), Blaženi svetniki ali kar dobri duhovi so najodličnejša nebesna bitja, ki jih je Bog ustvaril v boju proti zlu. Sam koncept dobrih duhovov je podoben nadangelom pri krščanstvu, vendar gre v tem primeru za abstraktno razsežnost, kar ponazarjajo njihova imena. V stari avestijščini so to po vrstnem redu: Vohu Manah (dobri razum), Asha Vahistha (pravičnost), Spenta Armaiti (predanost), Kshathra Vairya (gospostvo), Haurvatat (popolnost) in Ameretat (nesmrtnost). Vsak izmed dobrih duhovov je tudi predstavnik in varuh ene izmed sedmih stvaritev Boga, in sicer neba, vode, zemlje, rastlin, živali, ljudi in ognja.
Podobno je tudi Zlodej ustvaril demone, demonske ali zle duhove (deve), prav tako pa predstavljajo abstraktne razsežnosti, ki so nasprotje dobrih duhovov. To so po vrsti: Aka Manah (zlobni razum), Indar (laž), Naonhaithya/Naonghaithya (pohlep), Saurva (nasilje), Taurvi (uničenje) in Zauri (smrtnost).

## Usoda človeka
Vsak posameznik ima svojega duha varuha, Fravašija, ki popelje dušo v tvarni svet, v boj proti zlu. Vsakega posameznika tudi čakata dve sodbi. Prva sodba zajema duhovno naravo (saj telo ostane na zemlji) in nastopi četrti dan po smrti, pri čemer ga vest v podobi dekleta (daena) vodi na most sodbe ali Ločevalec (Činvat). Če prevladujejo dobra dela, ga vest popelje čez most v nebesa, če pa prevladujejo zla dela, pa ga vest popelje na most, s katerega omahne v pekel (hišo laži, mučilišče), ne glede na družbeni položaj. Pekel ni večen, saj ima kazen poboljševalni namen. Kazen je usklajena z zločinom, kar pomeni, da bo npr. vladar, ki je mučil in stradal svoje ljudstvo, v peklu prav tako mučen in stradan. 
Druga in hkrati tudi poslednja sodba nastopi (bo nastopila) po vstajenju, kjer se bodo vsi ljudje, tako iz nebes kot tudi iz pekla, zopet vrnili, vendar tokrat s telesom. V skladu s sodbo bodo zopet nekateri nagrajeni, drugi pa bodo povrženi poboljševanju. Zadnja preizkušnja bo prečkanje t. i. reke staljene kovine, preden bodo v popolnosti prebivali pri Bogu.

## Dolžnosti vernika
Glavna dolžnost vsakega vernika je, da poskuša odsevati dobri ustvarjalni duh Boga in zavračati pot zla, pri tem pa mora ohranjati v ravnovesju svojo duhovno in tvarno stran narave, v splošnem torej neko umerjenost v svojem življenju.
Poroka velja za krepostno dejanje in je priporočena vsem vernikom, tudi duhovnikom, predvsem pa mora temeljiti na resnici, ki koristi obema zakoncema. Moški se naj tako poroči in ima potomce, naravno okolje pa naj preobraža s poljedelstvom. Kdor torej ostane neporočen, opušča svojo dolžnost, po drugi strani pa ne sme zlorabiti poroke s pohoto. Menih je prav tako grešnik kot pohotnež, kar je v nasprotju s celibatom v rimokatolicizmu. Poročna zveza velja za pogodbo in zakrament, ki združi dvojico v tvarnem in duhovnem svetu. Poročni blagoslov pojeta dva duhovnika, ki prosita Boga, naj podeli zakoncema potomce in priložnosti za razvijanje prijateljskih vezi. Po koncu blagoslova si nevesta in ženin izmenjata prstana.
Pomembno dejstvo je tudi zagotavljanje čistosti, saj umazanija velja za pojav zla. Tako npr. zaratustrovec ne bo pil ali jedel iz nepomitega kozarca ali posode, poleg tega pa nečistost zajema tudi krvaveče rane in menstruacijo, zato nobeden takšen vernik ne sme obiskati svetišča, se dotakniti molitvenika in podobno. Pomembna elementa za zagotavljanje čistosti sta voda (apo, aban) in ogenj (atar, adar), zadnja prvobitna elementa, ki ju je Bog ustvaril.
Ker je smrt in razpadanje v tvarnem svetu povezano z zlom, je dolžnost vernikov, da se izogibajo stiku z vsako stvarjo, ki bi lahko pomagala zlu. Trupla torej veljajo za kraj, kjer je Angra Mainju močno navzoč, tako da jih ni mogoče pokopati v zemlji ali na morju, pa tudi sežgati jih ni mogoče, ker so dobre stvaritve. Zato jih izpostavijo mrhovinarjem, v ta namen imajo postavljen posebne stolpe dakhme, pogosto imenovanih kot »stolpi tišine«. Čez čas poklicni nosači trupel pospravijo ostanke v okroglo jamo sredi stolpa. Kjer stolpi niso na voljo oz. niso dostopni, so dovoljene tudi druge oblike odstranjevanja trupel. Živi verniki varujejo duše bližnjih s pomočjo obredov, in sicer v prvem letu po smrti vsak mesec, potem pa samo ob koncu leta z vsakodnevnimi obredi, ki trajajo 10 dni. Slednje naj bi se ponavljalo od 20 do 30 let.

### Zaratustrstvo in ekologija
Ker je svet božja stvaritev, je pri zaratustrovcih občutljivost za naravo prisotna več tisoč let, kar lahko praktično pojmujemo kot ekološko ozaveščenost. V ta namen verniki nikoli ne sodelujejo pri neodgovornem uničevanju naravnega okolja, prav tako pa ne smejo dovoljevati presežka ali pomanjkanja, ki ga pripisujejo zlemu duhu.

## Verska besedila, obredi in simboli

### Avesta
Avesta je sveta knjiga, napisana v avestijščini, v kateri besedila uzakonjajo, razvijajo in načrtno urejajo sporočeni nauk Zaratustre. Za opogumljanje, navdihovanje in poučevanje vernikov so zaratustrovci v 10. stoletju sicer napisali veliko besedil v bolj sodobnem jeziku, imenovanem pahlavijščina ali srednja perzijščina.
Avesta je razdeljena na pet glavnih delov, in sicer:
- Yasna, ki obsega glavne dele bogoslužja, med drugim tudi 17 hvalnic (gathe);
- Visparad, ki predstavlja dopolnilo Yasni;
- Yasht, ki obsega himne v čast božanstvu;
- Vendidad, ki opisuje različne zlobne duhove in nasvete za izogibanje;
- manjša besedila in molitve, in sicer pet nyaishes (čaščenje), siroze (»trideset dni«) in afringans (blagoslovi).

Nekateri deli so zbrani v Khorda Avesta, tj. manjši Avesti, za dnevno uporabo.

### Svetišče ognja
Ogenj kot eden od prvobitnih elementov je v ospredju obredov in čaščenja že od samega začetka, kar izvira še iz religije Indoirancev. Svetišče je v zaratustrstvo uvedel ahajmedinski vladar Artakserks II., pri tem pa se je verjetno zgledoval po Babiloncih. Namesto kipcev so v središče svetih zgradb postavljali božansko »podobo« ognja, ki torej simbolizira »večno svetlobo« Boga. Molilnica je zelo preprosta, gola in neokrašena, da se pozornost nameni samo ognju. Na eni strani molilnice je nasvetejši prostor, ločen z dvostropnim zidom, v katerem gori ogenj v veliki posodi, visoki do 2 m. Verniki se približajo vratom, ki vodijo v ta prostor, se dotaknejo tal s čelom, odložijo v dar kos lesa in vzamejo ščepec pepela iz zajemalke. Nato vstanejo in molijo vsak zase; skupinsko čaščenje namreč ne obstaja.

### Obredi prehoda in sveti predmeti
Glavni obred prehoda je navdjote, tj. sprejem otroka, starega od 7 do 9 let, v zaratustrsko vero, ki ga opravi posvečeni duhovnik. Otrok dobi belo bombažno spodnjo srajco (sudreh) in iz jagnječje volne spleteno cevasto vrvico (kusti), ki si jo trikrat ovije okrog pasu. Ta simbola dajeta posamezniku samobitnost in nekaj duhovnega varstva v tvarnem svetu.

### Ravni obredne čistosti
Povečevanje religiozne čistosti obsega tri stopnje. Prva je razvezovanje in vnovično zavezovanje svete vrvice petkrat na dan ob pravi molitvi. Naslednja stopnja je nahn, ki ga vernik opravi pred posvetitvenim obredom, pred poroko, 40 dni po porodu in ob dotiku trupla po neposrednih navodilih duhovnika. Obred obsega žvečenje treh granatovčevih listov, trikratno izlitje svetega ptinega daru (nirang) in nazadnje očiščevalno kopel. Najvišja stopnja je barenshum pri posvetitvi vernika v duhovnika, ki poteka na dvorišču svetišča ognja devet dni in noči pod vodstvom dveh duhovnikov, ki imata visoko stopnjo obredne čistosti.

## Odnos z drugimi religijami
Zaratustrovci so strpni do drugih ver, ker je treba soditi po delih, ne pa po verovanju. Zato je ta nauk vplival na druga verstva, nenazadnje tako na judovstvo, kot tudi na krščanstvo. Zaratustrstvu predstavlja religija Indoirancev približno takšen temelj, kot ga staro izraelsko verstvo predstavlja krščanstvu. Indoiranci so bili nomadi, zato niso gradili svetišč in izdelovali kipcev: svetišče je predstavljal nebesni obok, navadni domači ogenj pa je bil žarišče za obredne daritve, pomembni pa so bili tudi veter, neurje, sonce in dež. Bogove so si predstavljali kot sile, ki obdajajo človeštvo, in ne v človeški podobi.